# 233
Cette page concerne l'année 233  du calendrier julien. Pour l'année 233 av. J.-C., voir 233 av. J.-C. Pour le nombre 233, voir 233 (nombre).
L'année 233 est une année commune qui commence un mardi.

## Événements
- Sévère Alexandre fait la paix avec Adachîr Ier, probablement sur la base du statu quo[1].
- 25 septembre[2] : Sévère Alexandre, de retour à Rome, célèbre son triomphe sur les Perses et reçoit le titre de Parthicus Maximus. Il ordonne la levée de troupes en vue d'une campagne contre les Germains sur le Rhin. Maximin commande la quatrième légion d'Illyrie[1].

- Raids des Bavares en Afrique du Nord (233-235)[3].

## Naissances en 233
- Chen Shou, historien chinois.